# Derio Olivero
Derio Olivero (ur. 17 marca 1961 w Cuneo) – włoski duchowny katolicki, biskup Pinerolo od 2017.

## Życiorys
Święcenia kapłańskie otrzymał 12 września 1987 i został inkardynowany do diecezji Fossano. Był m.in. rektorem seminarium, wykładowcą instytutu teologicznego, a także diecezjalnym  duszpasterzem młodzieży, turystów oraz powołań. W 2012 mianowany wikariuszem generalnym diecezji.
7 lipca 2017 papież Franciszek mianował go ordynariuszem diecezji Pinerolo. Sakry udzielił mu 8 października 2017 metropolita Turynu - arcybiskup Cesare Nosiglia.